# Список птиц, занесённых в Красную книгу Оренбургской области

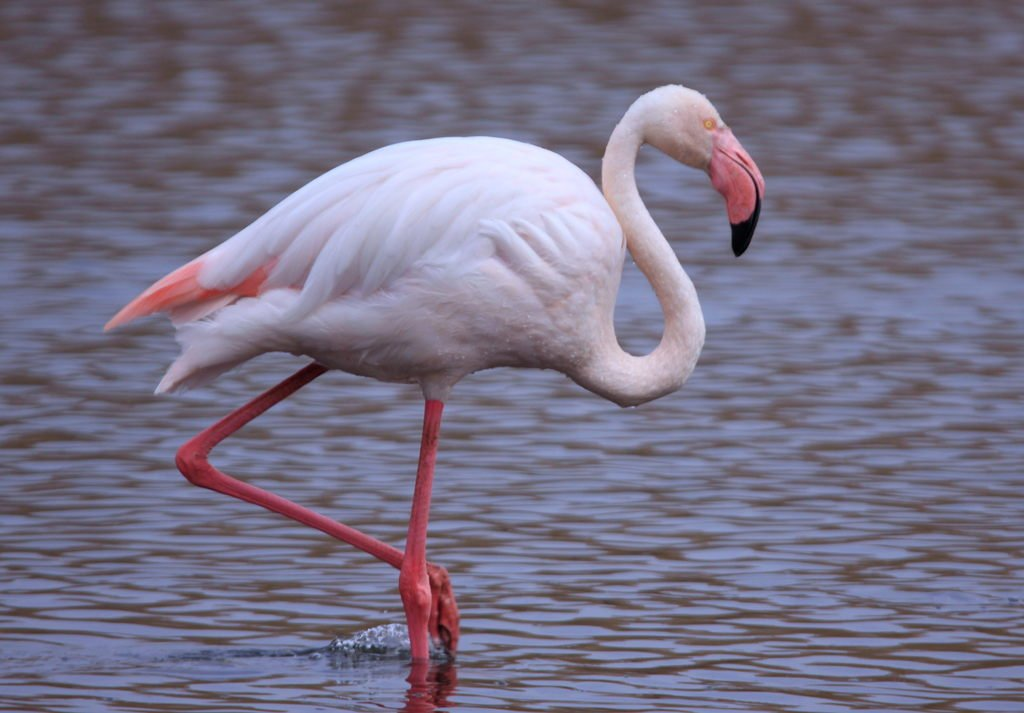
Розовый фламинго

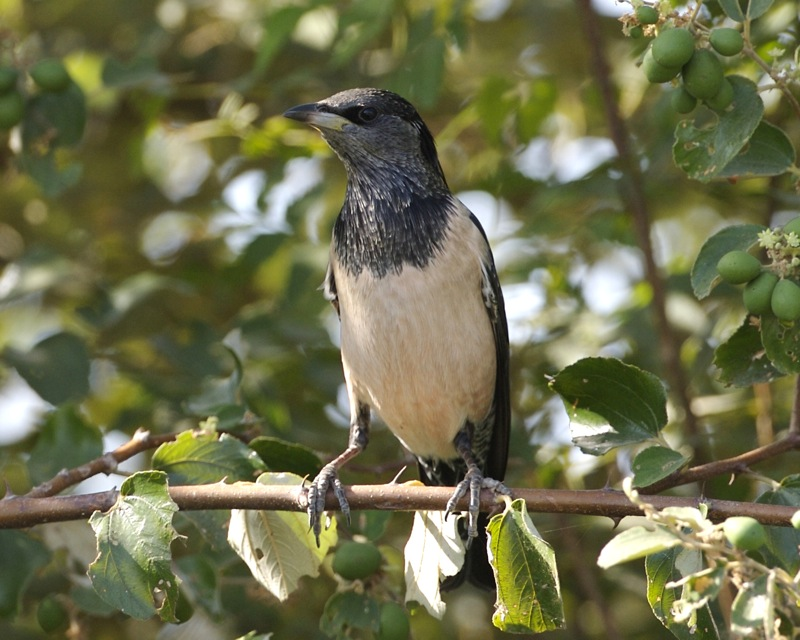
Розовый скворец

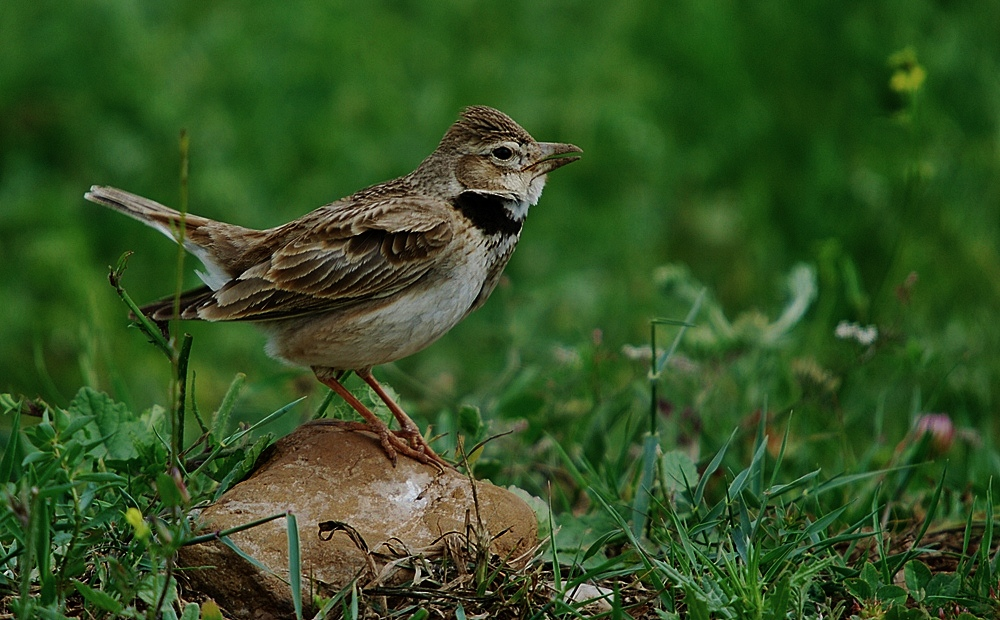
Степной жаворонок

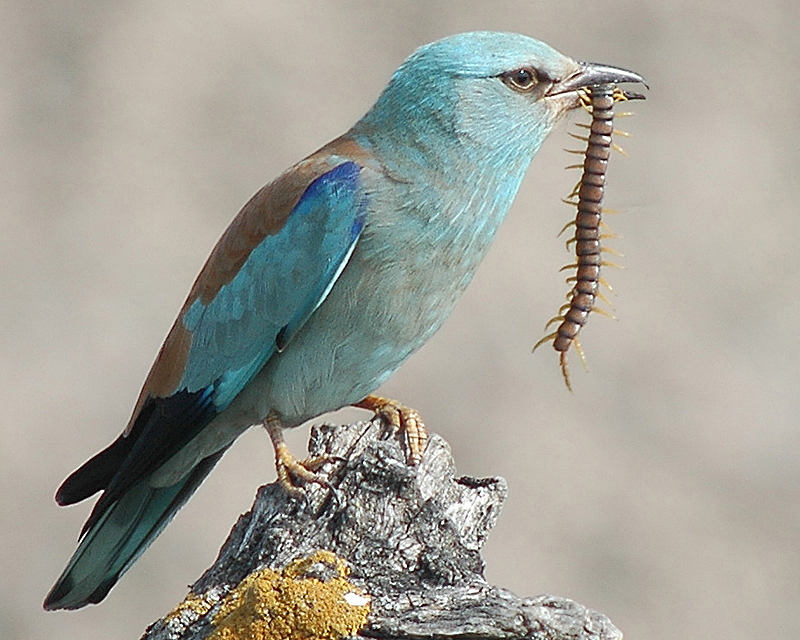
Сизоворонка

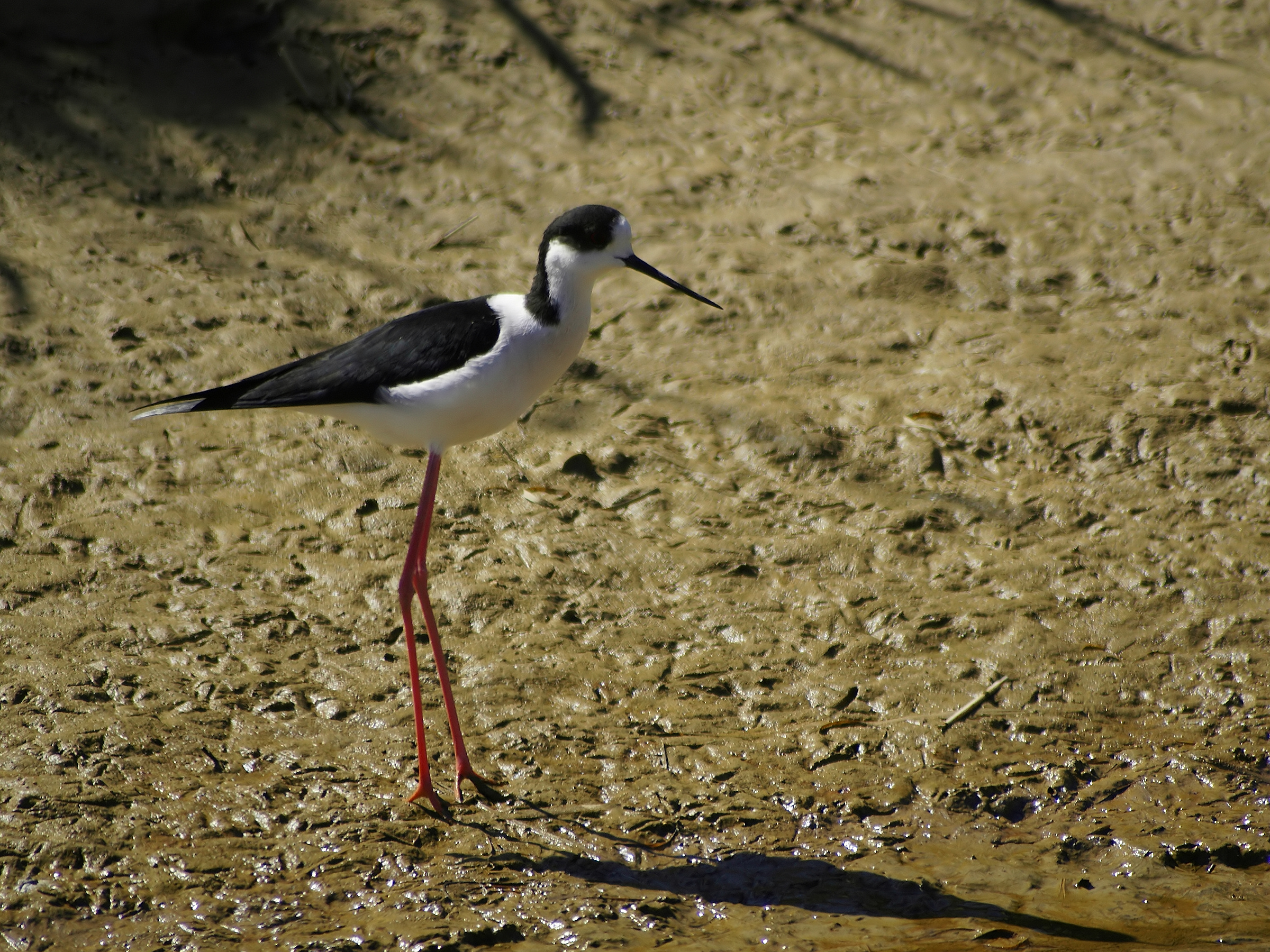
Ходулочник

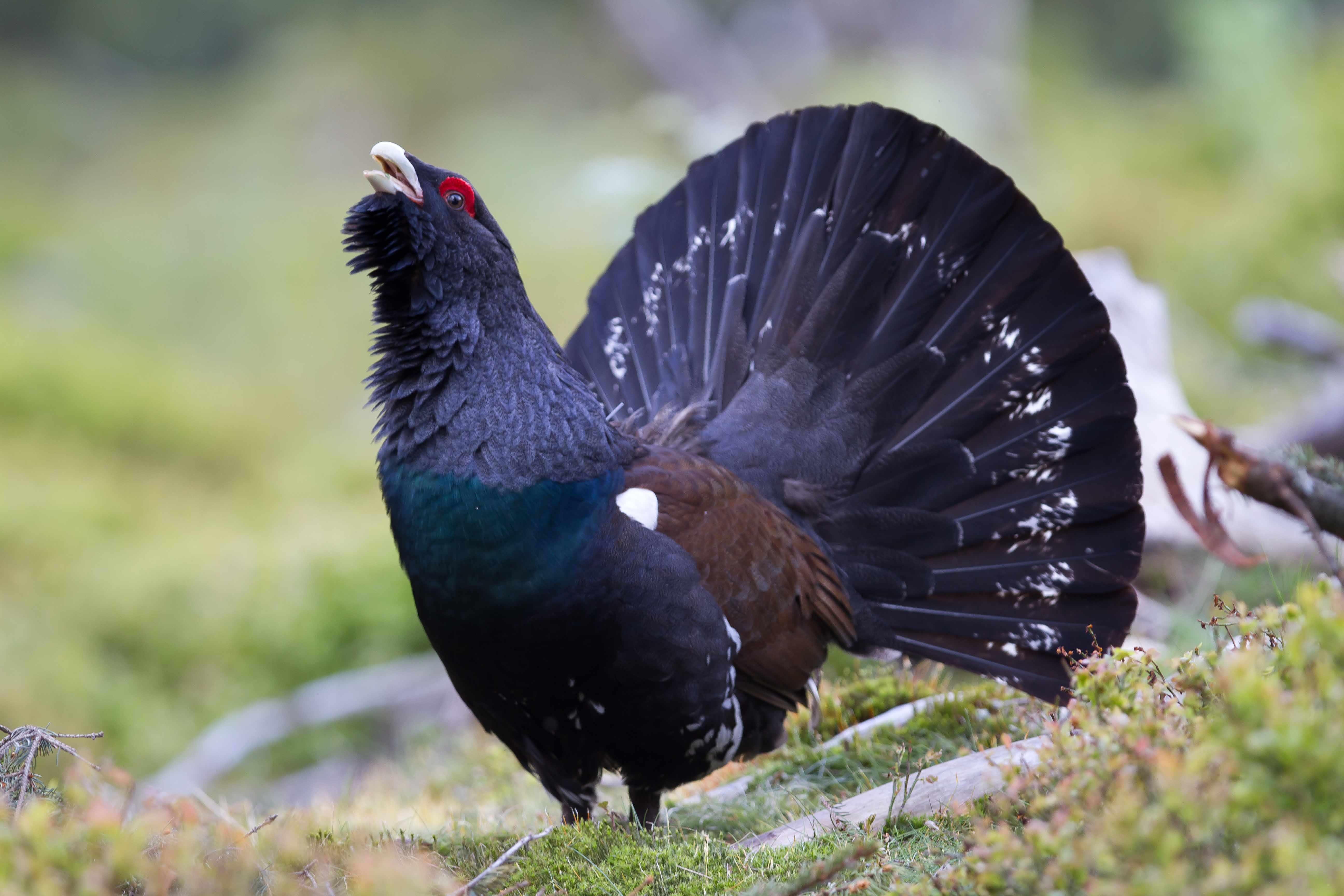
Глухарь

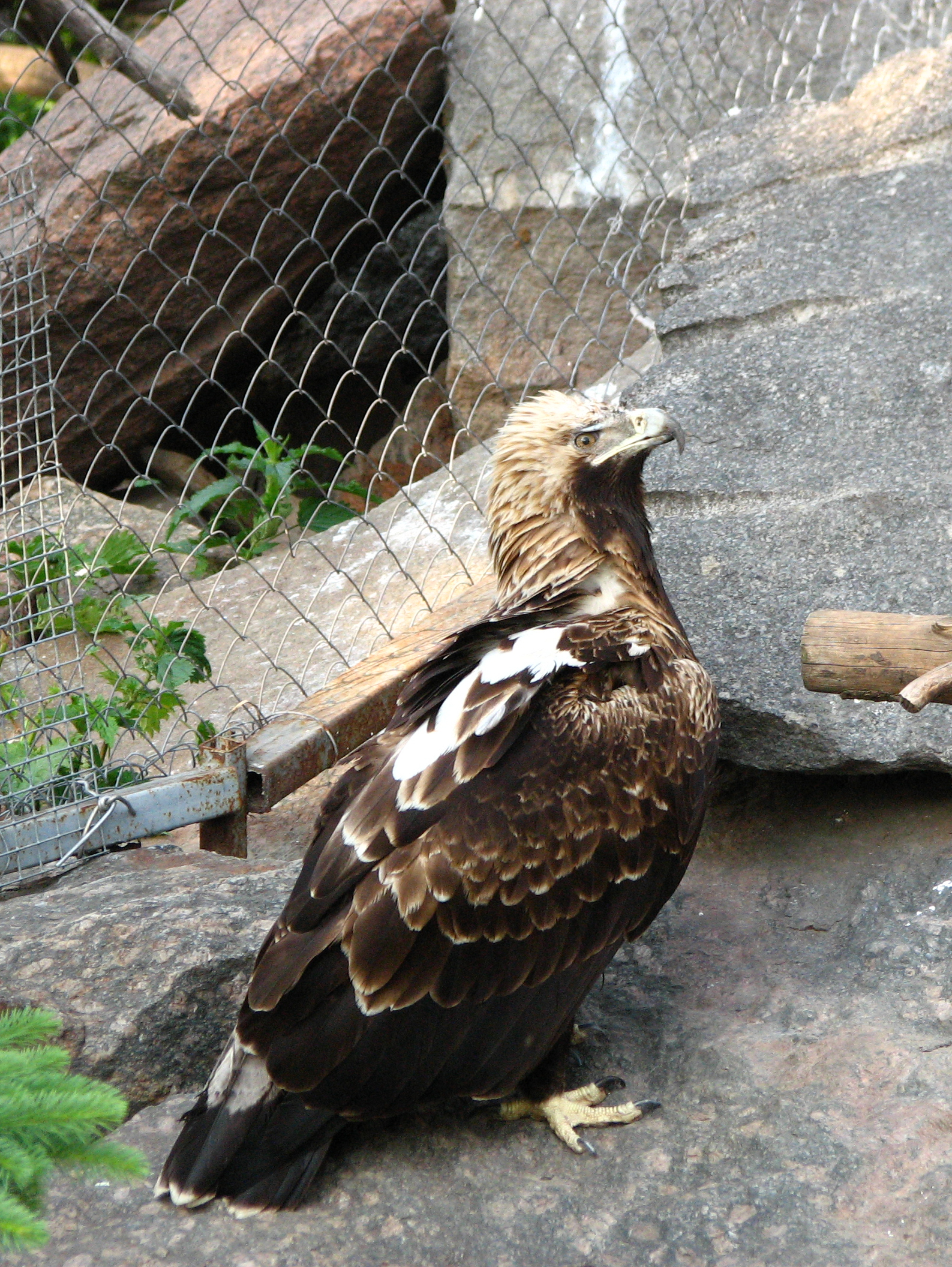
Могильник

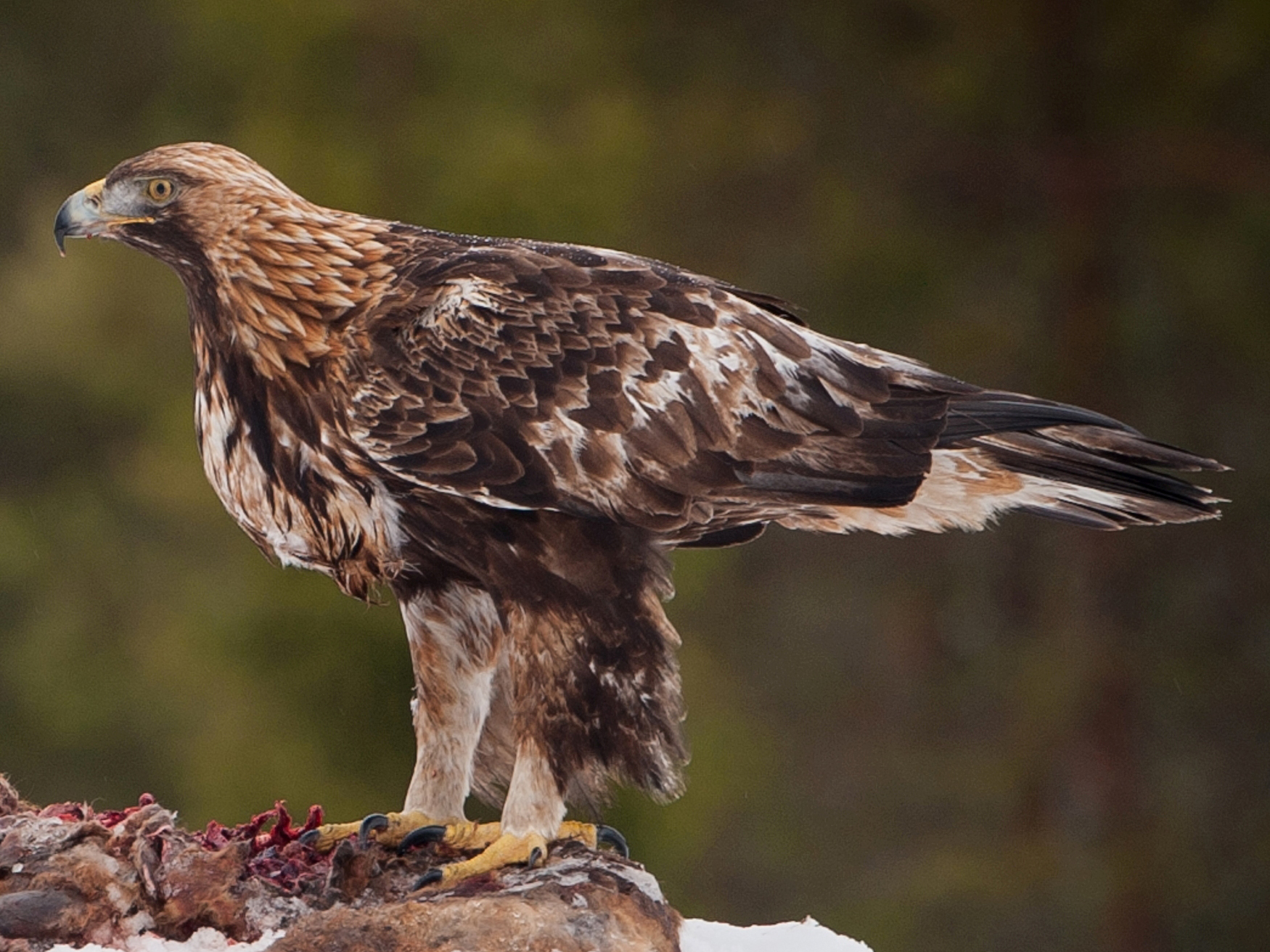
Беркут

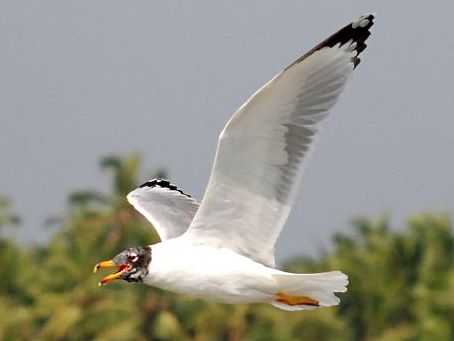
Черноголовый хохотун

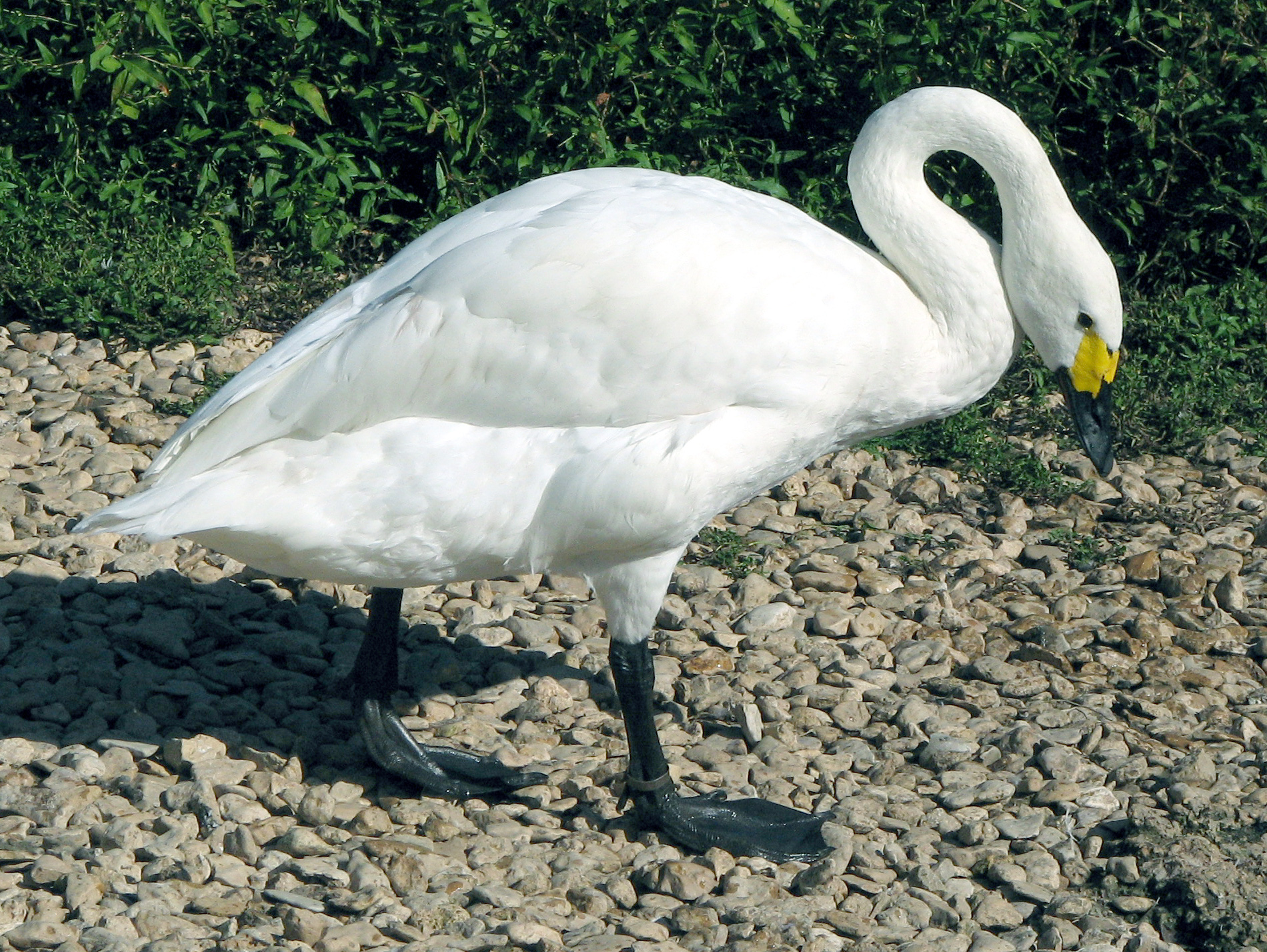
Малый лебедь

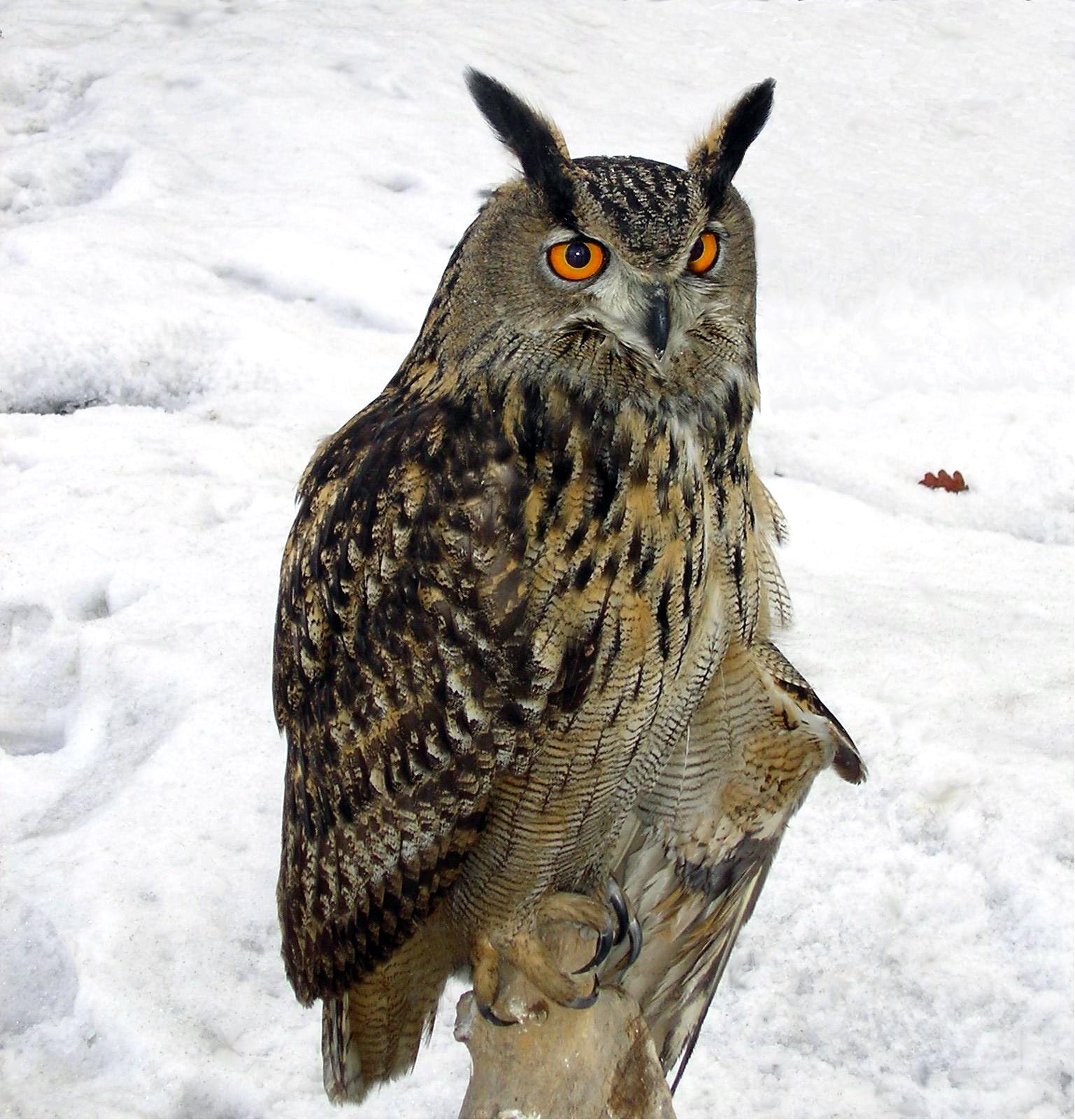
Филин

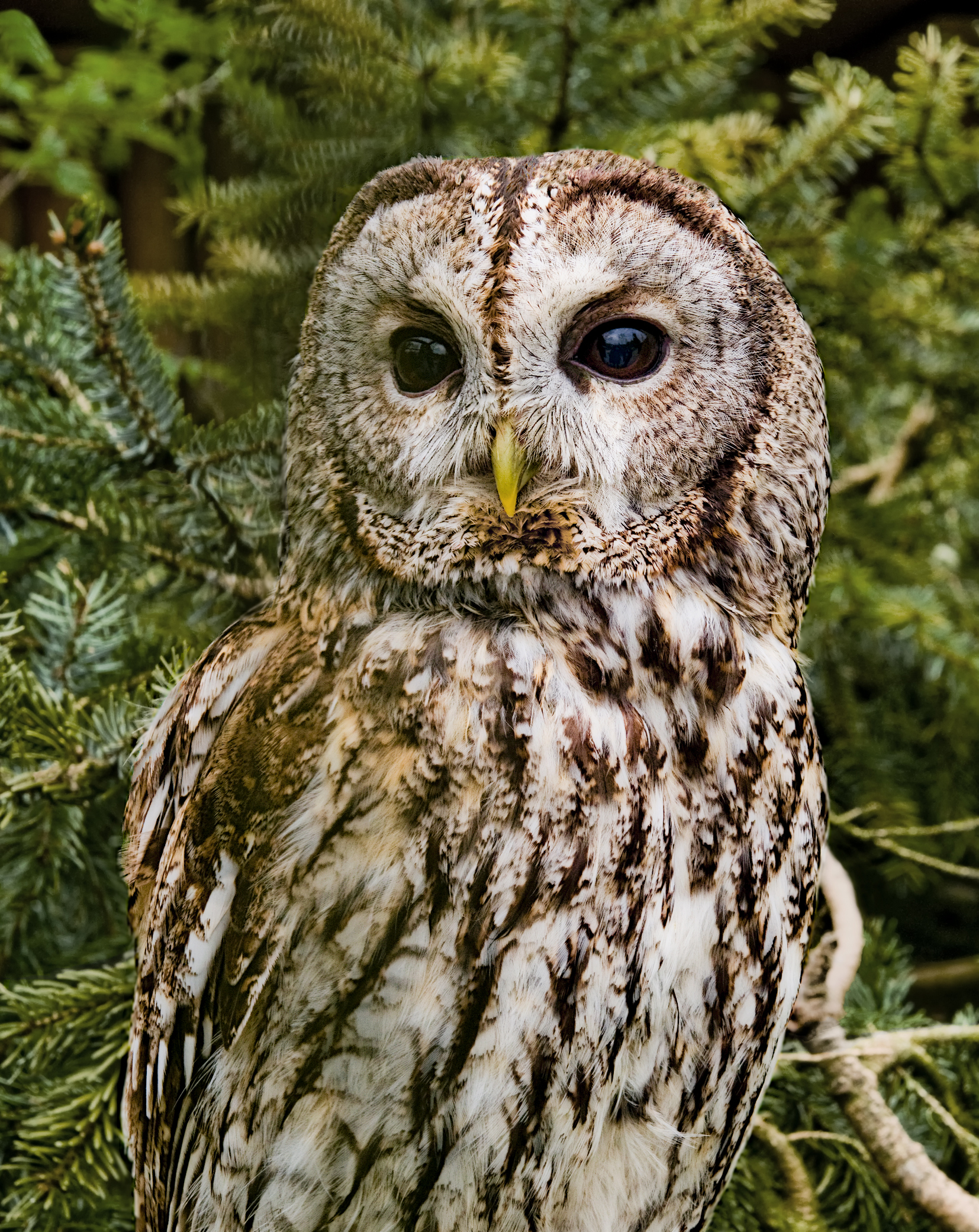
Серая неясыть

Список птиц, занесённых в Красную книгу Оренбургской области включает в себя 67 видов птиц (1 вид гагарообразных, 2 вида веслоногих, 4 вида аистообразных, 1 вид фламингообразных, 5 видов гусеообразных, 19 видов соколообразных, 2 вида курообразных, 4 вида журавлеобразных, 14 видов ржанкообразных, 1 вид голубеобразных, 2 вида совообразных, 1 вид ракшеобразных, 1 вид дятлообразных, 10 видов воробьинообразных), включённых в Красную книгу Оренбургской области.
Категории охраны обозначены цифрой в конце строки каждого вида:
- 1 — находящиеся под угрозой исчезновения
- 2 — сокращающиеся в численности
- 3 — редкие
- 4 — неопределённые по статусу
- 5 — восстанавливающиеся

## Отряд Гагарообразные — Ordo Gaviiformes
- Европейская чернозобая гагара — Gavia arctica arctica 4

## Отряд Веслоногие — Ordo Pelecaniformes
- Кудрявый пеликан — Pelecanus crispus 1
- Малый баклан — Phalacrocorax pygmaeus 6

## Отряд Аистообразные — Ordo Ciconiiformes
- Большая белая цапля — Egretta alba 3
- Колпица — Platalea leucorodia 6
- Каравайка — Plegadis falcinellus 6
- Черный аист — Ciconia nigra 1

## Отряд Фламингообразные — Ordo Phoenicopteriformes
- Обыкновенный фламинго — Phoenicopterus roseus 6

## Отряд Гусеобразные — Ordo Anseriformes
- Краснозобая казарка — Rufibrenta ruficollis 3
- Пискулька — Anser erythropus 2
- Малый лебедь — Cygnus bewickii 5
- Белоглазый нырок — Aythya nyroca 2
- Савка — Oxyura leucocephala 1

## Отряд Соколообразные — Ordo Falconiformes
- Скопа — Pandion haliaetus 3
- Степной лунь — Circus macrourus 2
- Европейский тювик — Accipiter brevipes 3
- Курганник — Buteo rufinus 3
- Змееяд — Circaetus gallicus 3
- Степной орел — Aquila nipalensis 2
- Большой подорлик — Aquila clanga (популяции европейской части России)
- Могильник — Aquila heliaca 3
- Беркут — Aquila chrysaetos 3
- Орлан-долгохвост — Haliaeetus leucoryphus 6
- Орлан-белохвост — Haliaeetus albicilla 3
- Стервятник — Neophron percnopterus 6
- Черный гриф — Aegypius monachus 6
- Белоголовый сип — Gyps fulvus 6
- Степной дербник — Falco columbarius pallidus 3
- Балобан — Falco cherrug 1
- Сапсан — Falco peregrinus 3
- Степная пустельга — Falco naumanni 2
- Кобчик — Falco vespertinus 4

## Отряд Курообразные — Ordo Galliformes
- Глухарь — Tetrao urogallus 3
- Большая белая куропатка — Lagopus lagopus major 2

## Отряд Журавлеобразные — Ordo Gruiformes
- Красавка — Anthropoides virgo 3
- Коростель — Crex crex 4
- Дрофа — Otis tarda tarda 2
- Стрепет — Tetrax tetrax 3

## Отряд Ржанкообразные — Ordo Charadriiformes
- Авдотка — Burhinus oedicnemus 3
- Морской зуек — Charadrius alexandrinus 3
- Кречётка — Chettusia gregaria 1
- Ходулочник — Himantopus himantopus 3
- Шилоклювка — Recurvirostra avosetta 3
- Кулик-сорока — Haematopus ostralegus (материковый подвид — H. o. longipes) 3
- Дупель — Gallinago media 4
- Большой кроншнеп — Numenius arquata 2
- Большой веретенник — Limosa limosa 4
- Степная тиркушка — Glareola nordmanni 3
- Черноголовый хохотун — Larus ichthyaetus 3
- Чайконосая крачка — Gelochelidon nilotica 3
- Чеграва — Hydroprogne caspia 3
- Малая крачка — Sterna albifrons 3

## Отряд Голубеобразные — Ordo Columbiformes
- Бурый голубь — Columba eversmanni 6

## Отряд Совообразные — Ordo Strigiformes
- Филин — Bubo bubo 3
- Серая неясыть — Strix aluco 3

## Отряд Ракшеобразные — Ordo Coraciiformes
- Сизоворонка — Coracias garrulus 3

## Отряд Дятлообразные — Ordo Piciformes
- Европейский средний дятел — Dendrocopоs medius medius 4

## Отряд Воробьинообразные — Ordo Passeriformes
- Степной жаворонок — Melanocorypha calandra 3
- Белокрылый жаворонок — Melanocorypha leucoptera 3
- Черный жаворонок — Melanocorypha yeltoniensis 4
- Белогорлый рогатый жаворонок — Eremophila alpestris brandti 3
- Обыкновенный серый сорокопут — Lanius excubitor excubitor 3
- Розовый скворец — Sturnus roseus 3
- Европейская белая лазоревка — Parus cyanus cyanus 4
- Горная чечетка — Acanthis flavirostris 3
- Каменный воробей — Petronia petronia 3
- Дубровник — Ocyris aureolus 4